# Arrangeur
Een arrangeur is een persoon die een bestaand stuk muziek of compositie bewerkt voor een andere bezetting, een bepaalde stijl of een bepaalde gelegenheid. Het resultaat heet 'arrangement'. 
Om een arrangement te kunnen maken heeft de arrangeur kennis van harmonieleer, instrumentatie en orkestratie nodig. Veel composities worden door de componist zelf gearrangeerd en georkestreerd.
Vooral in de lichte muziek is de arrangeur ook aanwezig tijdens de opnames in de studio en vervult hierbij dus ook de taken van de producer. Een voorbeeld hiervan is George Martin, die de meeste nummers van The Beatles produceerde.